# Moyotla, San Luis Potosí
Moyotla är en ort i Mexiko.   Den ligger i kommunen Coxcatlán och delstaten San Luis Potosí, i den centrala delen av landet, 230 km norr om huvudstaden Mexico City. Moyotla ligger 189 meter över havet och antalet invånare är 444.
Terrängen runt Moyotla är huvudsakligen kuperad, men åt sydost är den platt. Runt Moyotla är det ganska tätbefolkat, med 100 invånare per kvadratkilometer. Närmaste större samhälle är Villa Terrazas, 9,3 km söder om Moyotla. I omgivningarna runt Moyotla växer huvudsakligen savannskog.